# Аверкиев, Александр Егорович
Алекса́ндр Его́рович Аве́ркиев (1790 — 1858) — тайный советник, сенатор.

## Биография
Родился 16 (27) августа 1790 года («Русский биографический словарь» указывает 16 августа 1788 года, но в метрической книге в записи о смерти указан возраст 67 лет).
Начал службу сенатским канцеляристом в 14 лет — умея только читать и писать — 6 декабря 1802 года. С получением первого чина, 31 декабря 1805 года был переведён в канцелярию государственного казначея и проявил блистательные способности. В 1815 году получил должность советника тверской казённой палаты.
С 17 февраля 1821 года — губернский прокурор в Твери. Аверкиев обревизовал губернские присутственные места, затем был назначен прокурором во Владимир.
В 1829 году был переведён в начальники II отделения Департамента разных податей и сборов Министерства финансов.
Произведён в действительные статские советники 7 августа 1836 года.
С 19 апреля 1835 г. по 31 января 1838 г. состоял тверским вице-губернатором. В 1838 году, проезжая через Тверскую губернию, император Николай Павлович, «нашел Аверкиева достойным поощрения и повышения» и 13 сентября ему был пожалован орден Св. Владимира 3-й степени.
С 26 января 1839 по 9 сентября 1840 г. — тульский губернатор.
С 9 сентября 1840 по 14 октября 1843 г. состоял Полтавским губернатором. Здесь заботливостью об устройстве только что учреждённого института благородных девиц обратил на себя внимание Её Величества, и Государь Император при проезде через Полтаву «усмотреть изволил отличный порядок и устройство», изъявив Аверкиеву Высочайшее благоволение.
14 октября 1843 года ему повелено быть директором Департамента хозяйственных дел Главного Управления Путей Сообщения и публичных зданий. В 1848 году назначен членом совета Главного Управления, а в 1849—1850 гг. ревизовал IV и III округа этого Управления.
В 1853 году получил в управление Департамент железных дорог, с производством с 17 апреля в тайные советники. С 31 декабря 1855 года был назначен сенатором: сначала 2-го отделения пятого департамента, а затем, в 1857 году, в департамент герольдии.
Был помещиком Нижегородской губернии, Горбатовского уезда, где имел родовых 144 десятин и благоприобретённых в Тверской губернии 33 десятин.
Умер 15 (27) февраля 1858 года . Похоронен на Тихвинском кладбище Александро-Невской лавры (вместе с женой).

## Награды
- орден Св. Владимира 3-й ст. (1838)
- орден Св Анны 2-й степени.
- орден Св. Станислава 1-й ст.
- орден Св. Анны 1-й ст. с императорской короной

## Семья
Жена Анна Александровна, урожденная Есипова (08.03.1792—23.05.1886).
Их дочь — Анастасия Александровна Аверкина (1822—1870), была замужем за Владимиром Ивановичем Назимовым.